# Rondsel

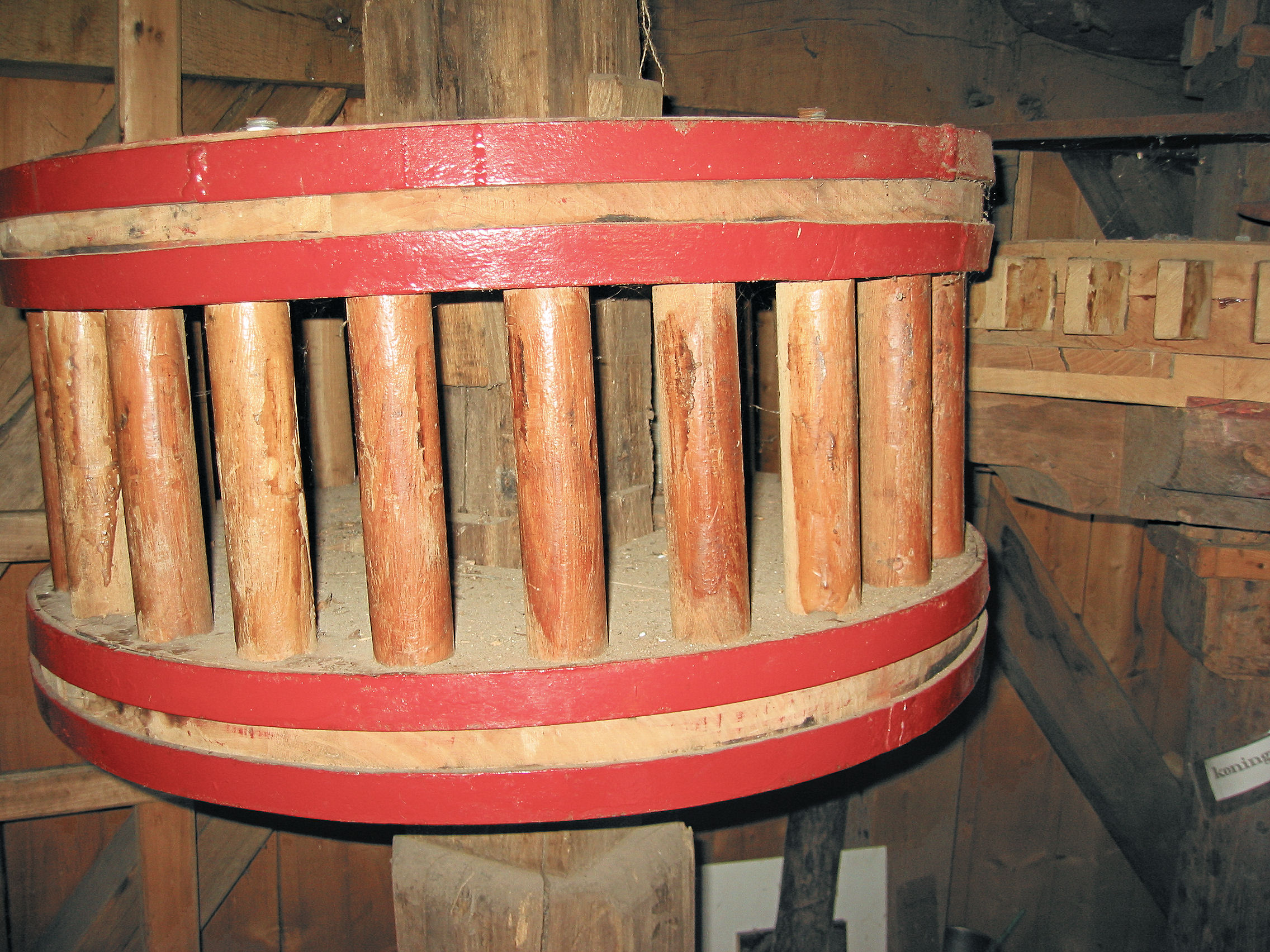
Steenrondsel zonder stutstaven

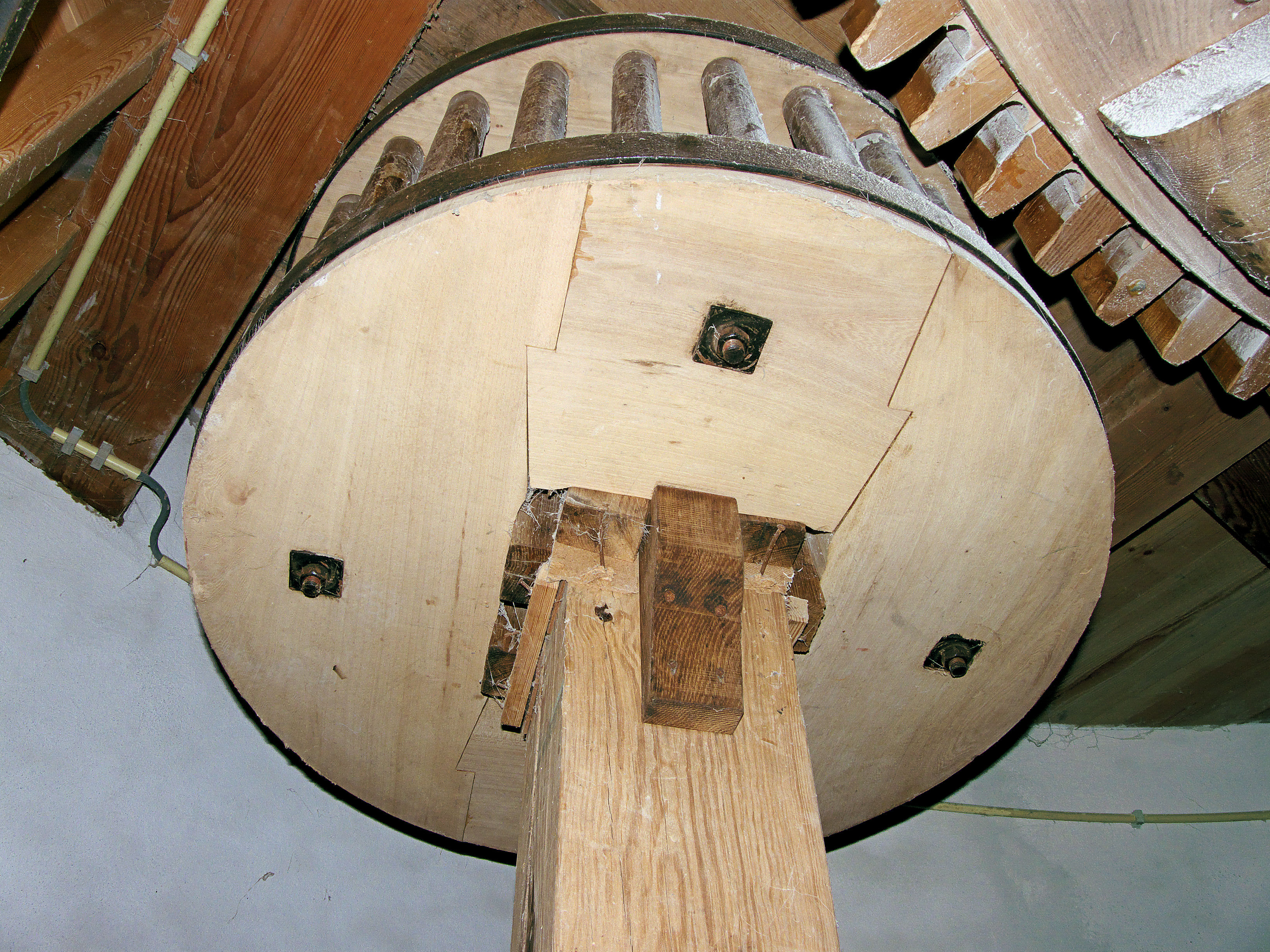
Steenrondsel met twee maanstukken en twee kalven

Een rondsel of schijfloop wordt toegepast voor het aandrijven van werktuigen in een molen. Een langwerpig rondsel, waarbij de hoogte groter is dan de diameter, wordt een lantaarnwiel genoemd en komt voor op een standerdmolen. Een lantaarnwiel geeft een hogere versnelling dan een rondsel. Een rondsel kan onderaan (onderschijfloop) en/of bovenaan (bovenschijfloop) de koningsspil zitten. Ook zit er een rondsel op een steenspil. Een rondsel heeft als voordeel boven een kammenwiel dat het een kleine op en neergaande beweging kan opvangen, zoals die voorkomt bij het lichten en bijhouden van de loper tijdens het malen van graan of bij de kantstenen van een oliemolen.
Een rondsel bestaat uit een onder- en bovenplaat met daartussen staven. Een plaat bestaat uit vier maanstukken of uit twee maanstukken en twee kalven van iepenhout. De onder- en bovenplaat worden bij elkaar gehouden door spijlbouten, bouten of draadeinden. Om een plaat zitten twee ijzeren banden gekrompen voor het bij elkaar houden van de maanstukken. De staven zijn van palmhout, bolletrie, azijnhout, haagbeuk of zapatero. Een staaf heeft vierkante koppen, waardoor ze na slijtage een kwart slag gedraaid kunnen worden. Deze staven kunnen soms extra vastgezet zijn met een ijzeren wig in de kop. Ook zijn er zogenaamde schietstaven, die onderaan een vierkante en bovenaan een conische kop hebben. Een schietstaaf wordt aan de bovenkant geborgd met een ijzeren strip. Deze staven kunnen gebroken staven vervangen zonder dat het hele rondsel uit elkaar gehaald behoefd te worden. In de Zaanstreek werden rondsels met schietstaven toegepast, elders in het land meestal niet. Ter versteviging van het rondsel zitten rondom het spiegelgat meestal vier vierkante stutstaven, die ervoor zorgen dat bij het aanslaan van de wiggen het rondsel niet vervormt.
De staven worden ingesmeerd met bijenwas, waardoor ze minder aan slijtage onderhevig zijn.
Op de bovenplaat zitten meestal twee ogen voor het ophijsen van de steenspil.

## Fotogalerij

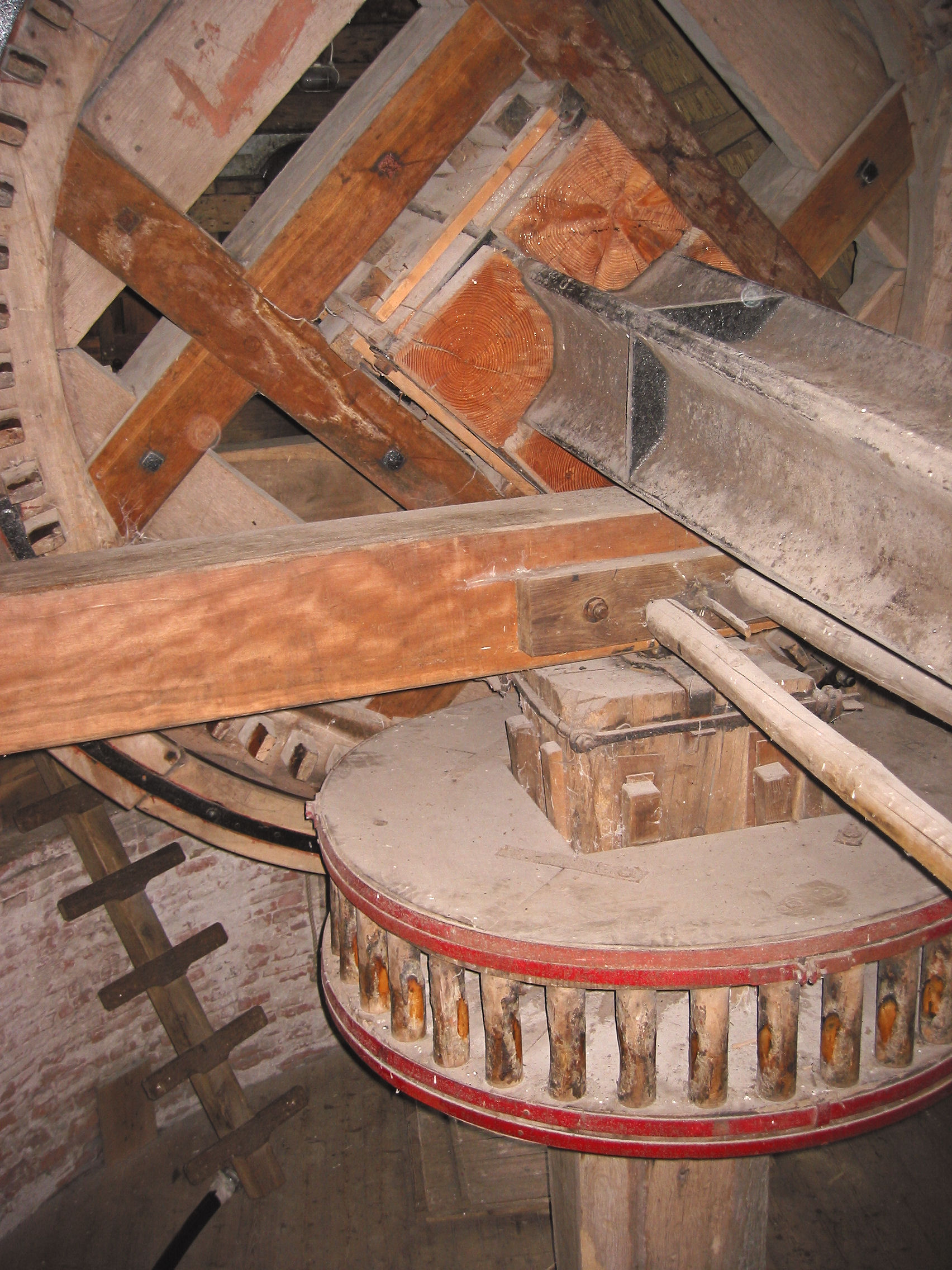
Bovenschijfloop
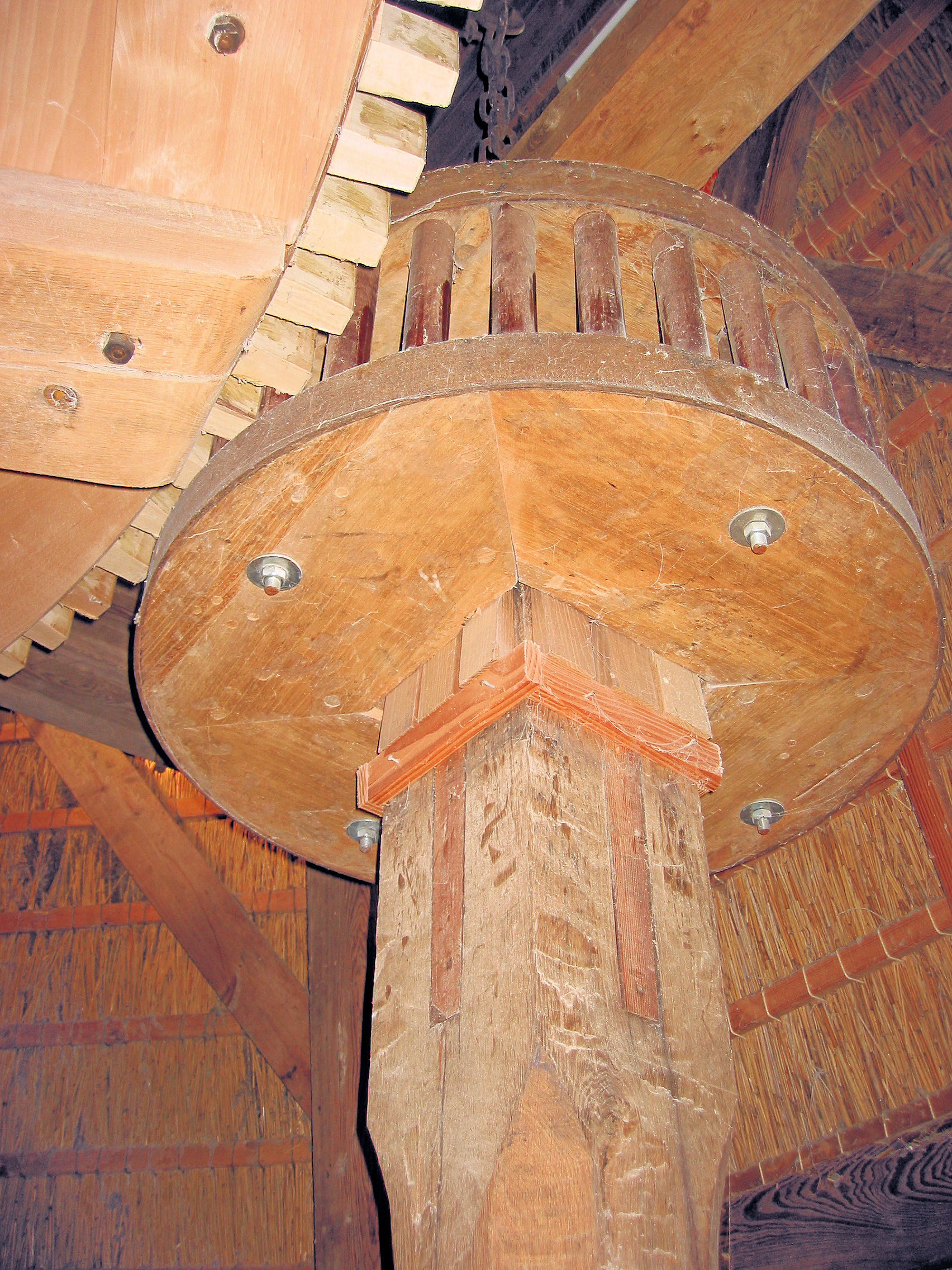
Onderplaat steenrondsel
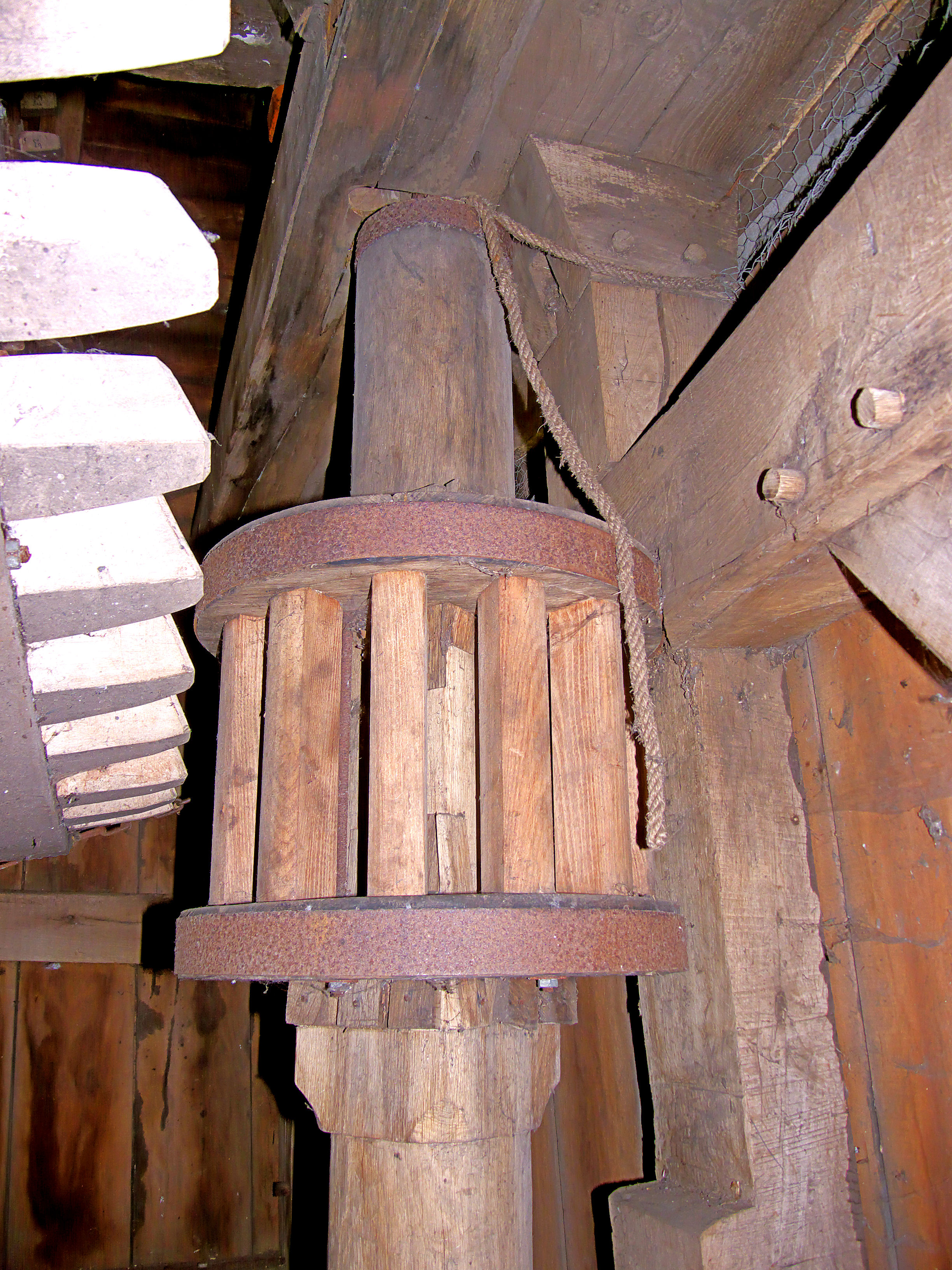
Lantaarnwiel Standerdmolen Ter Haar
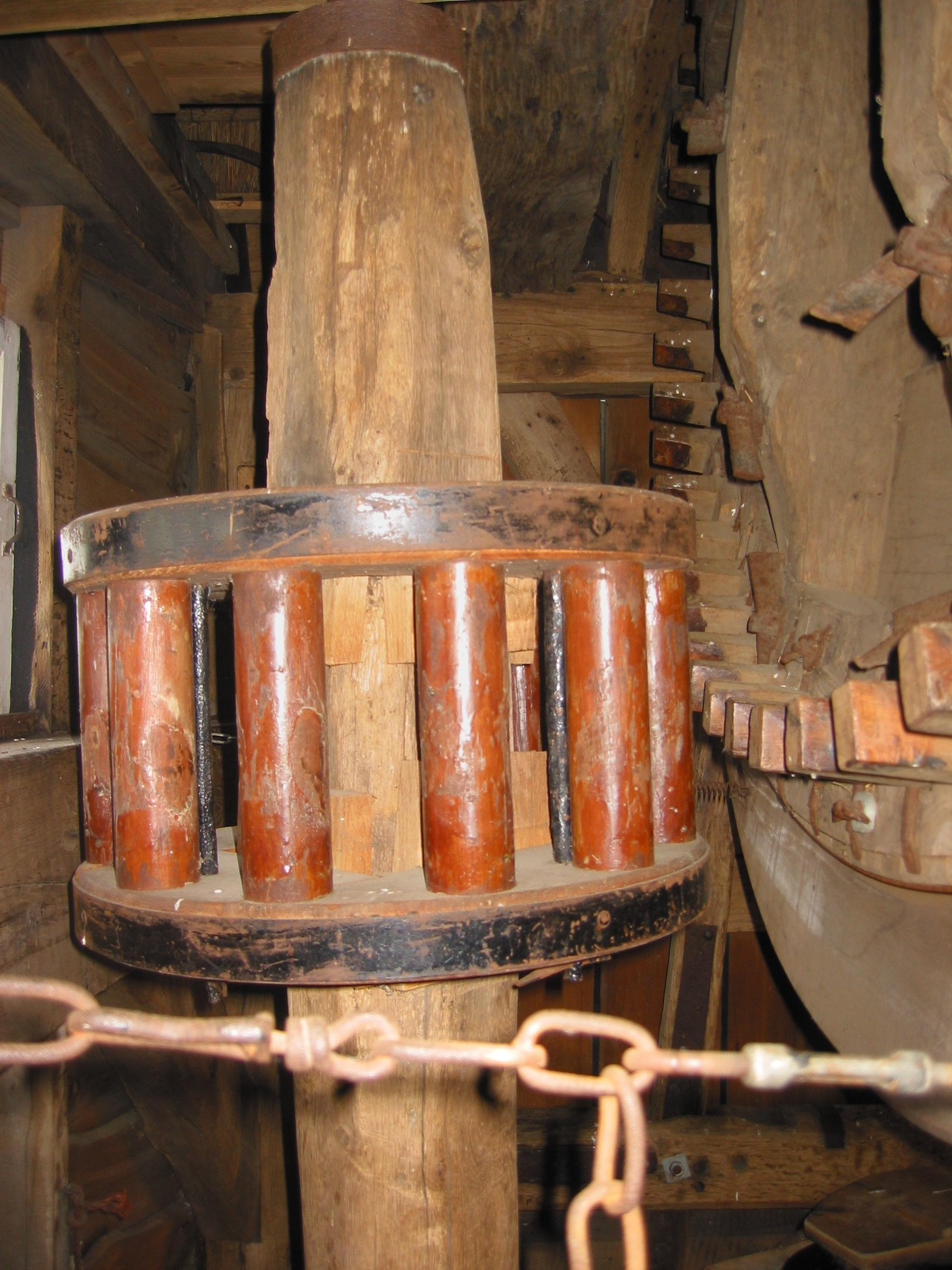
Bouten zijn hier duidelijk te zien
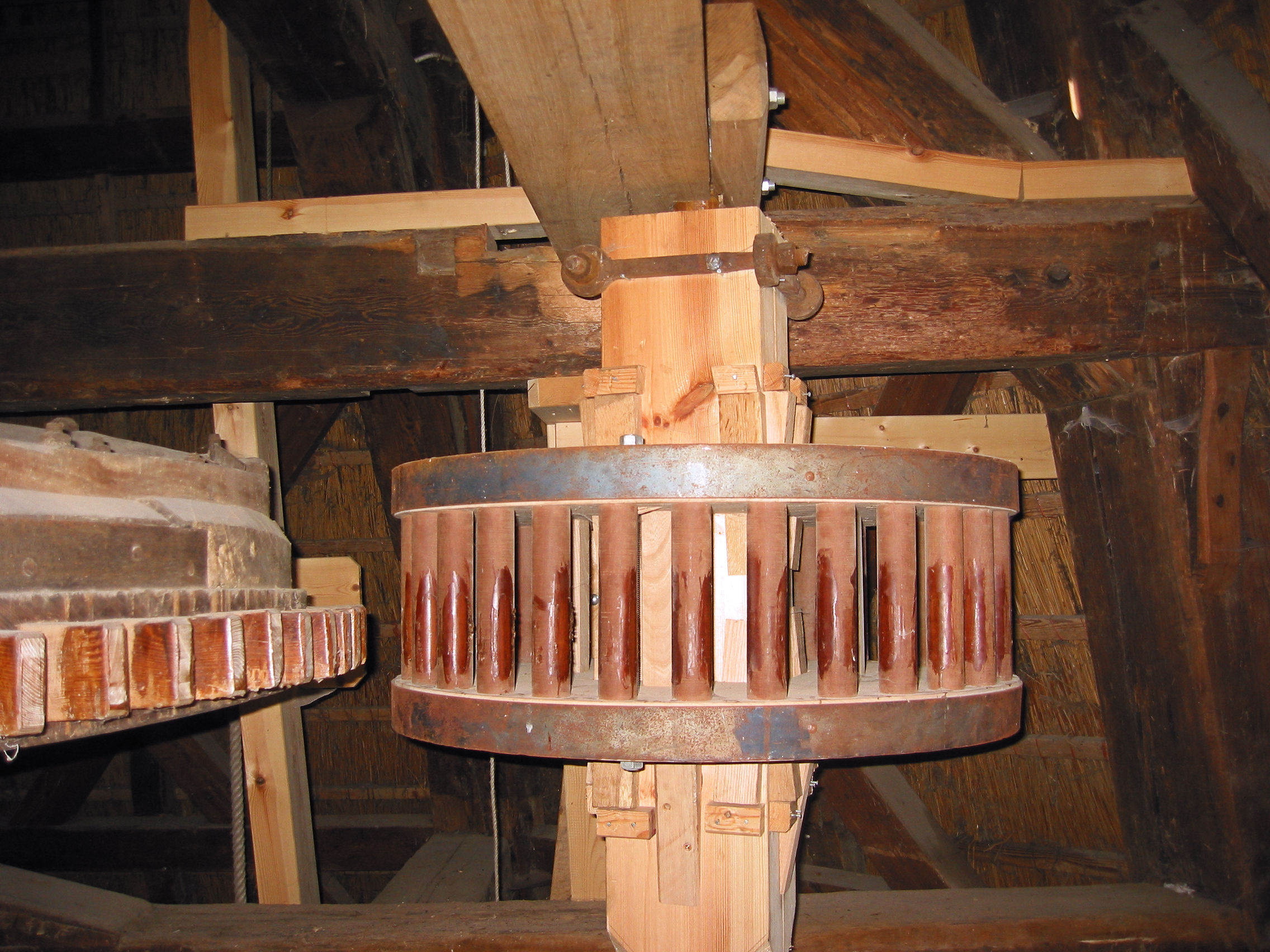
Steenrondsel met bolletrie staven en binnenin vier stutstaven
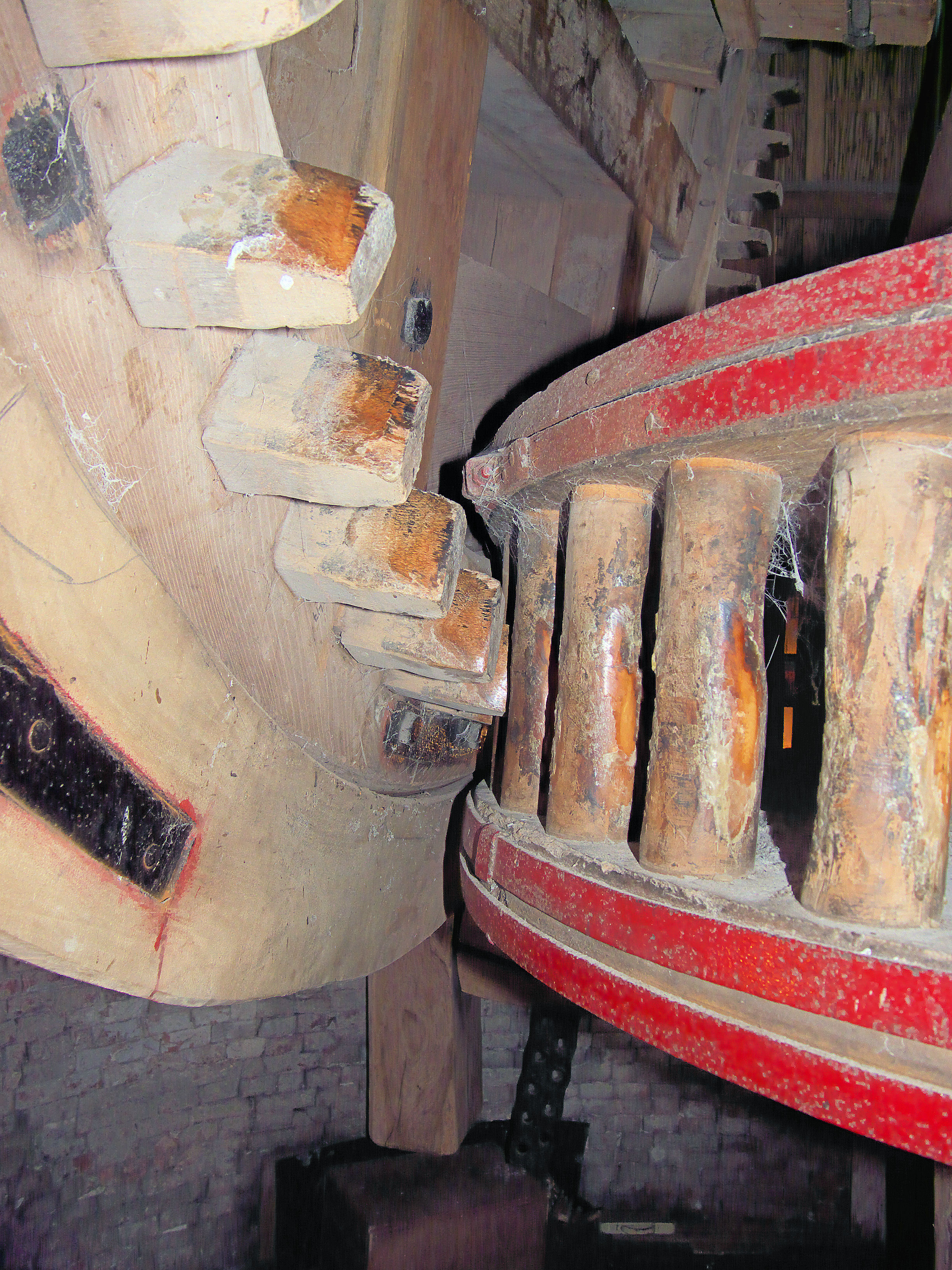
Bovenwiel met bovenschijfloop. Schijfloop met palmhoutstaven
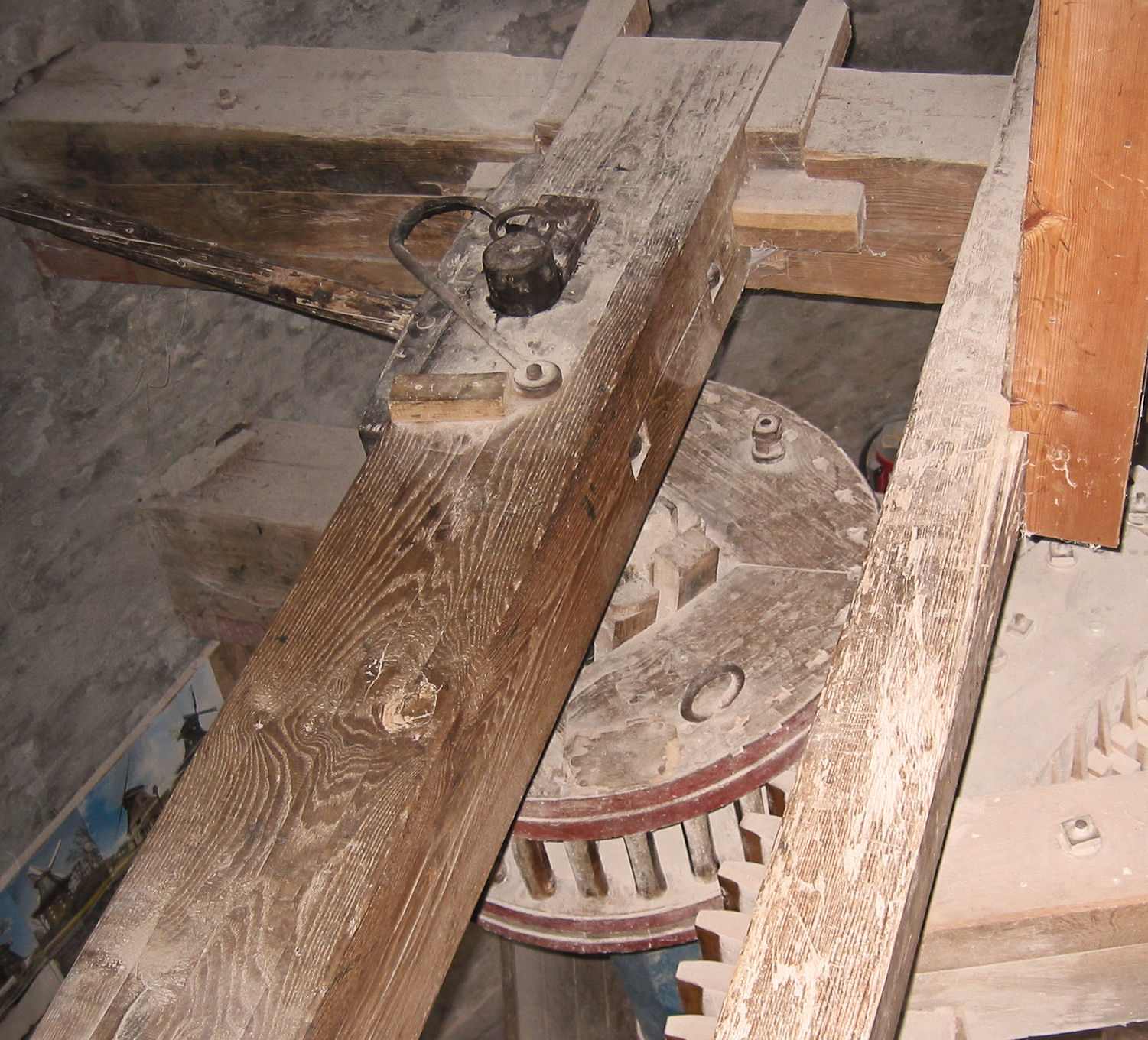
Steenrondsel met een oog voor het optakelen
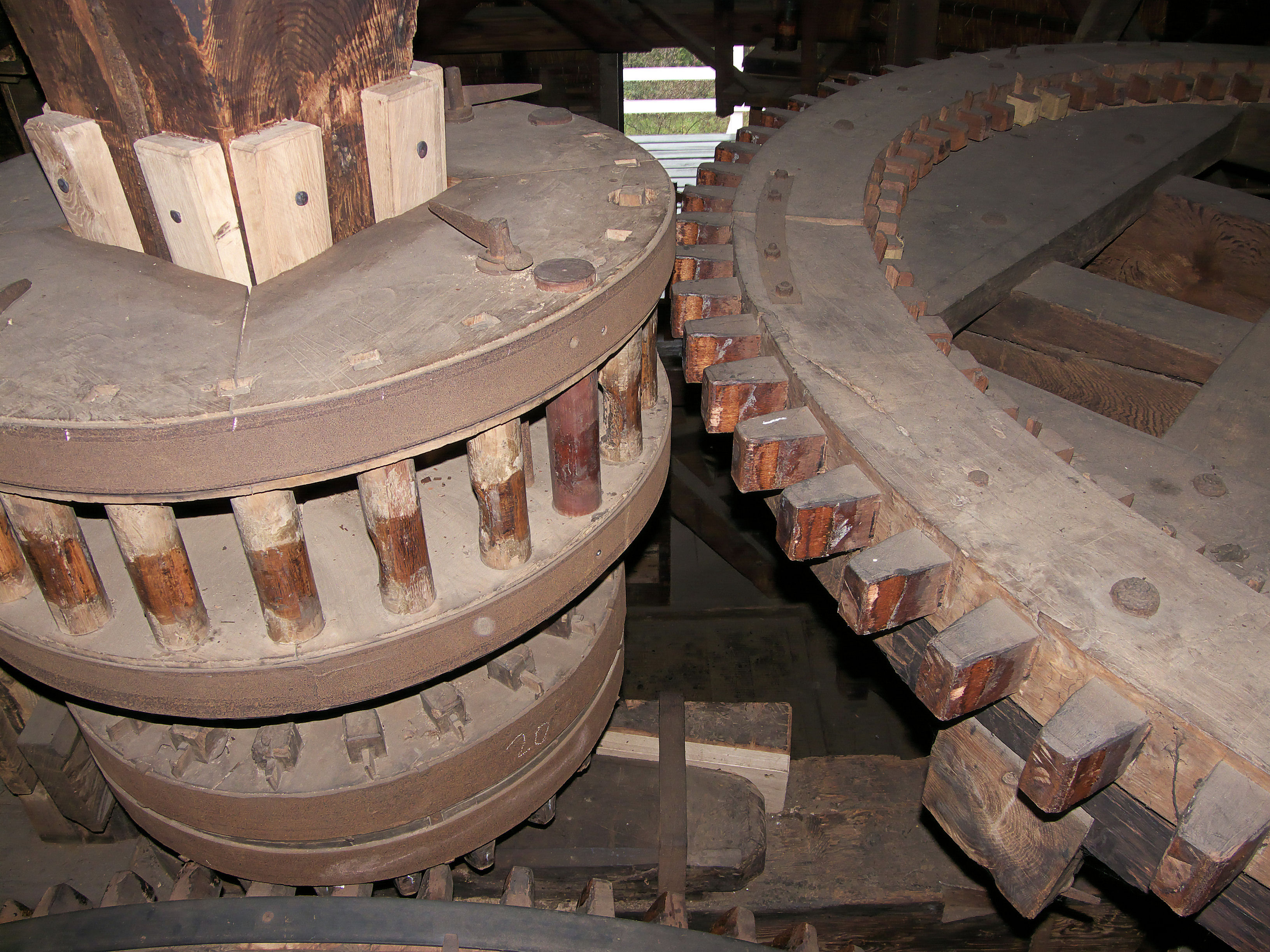
Onderschijfloop met schietstaaf (donkere staaf met ronde kop)
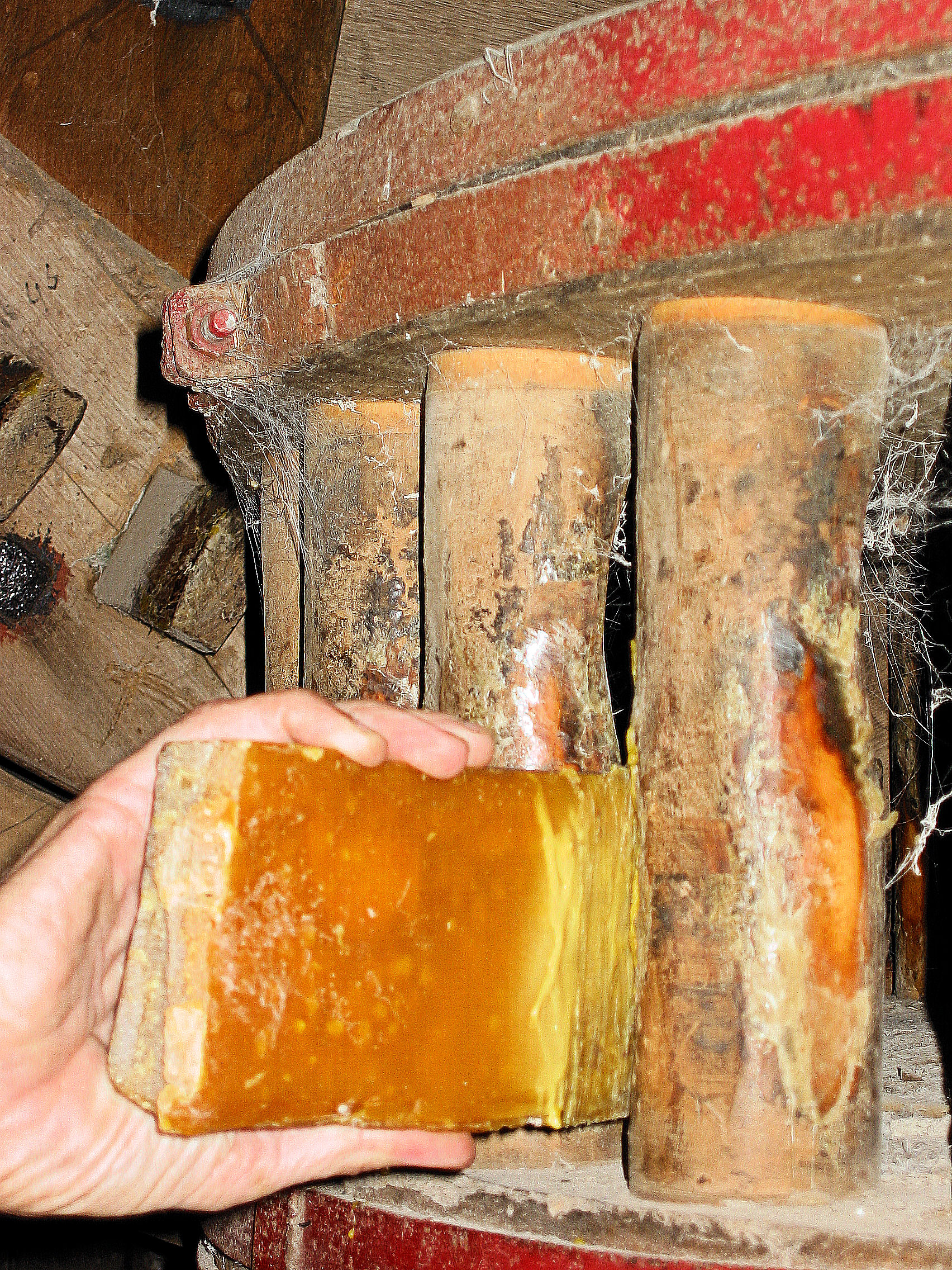
Wassen (met bijenwas insmeren) van de staven
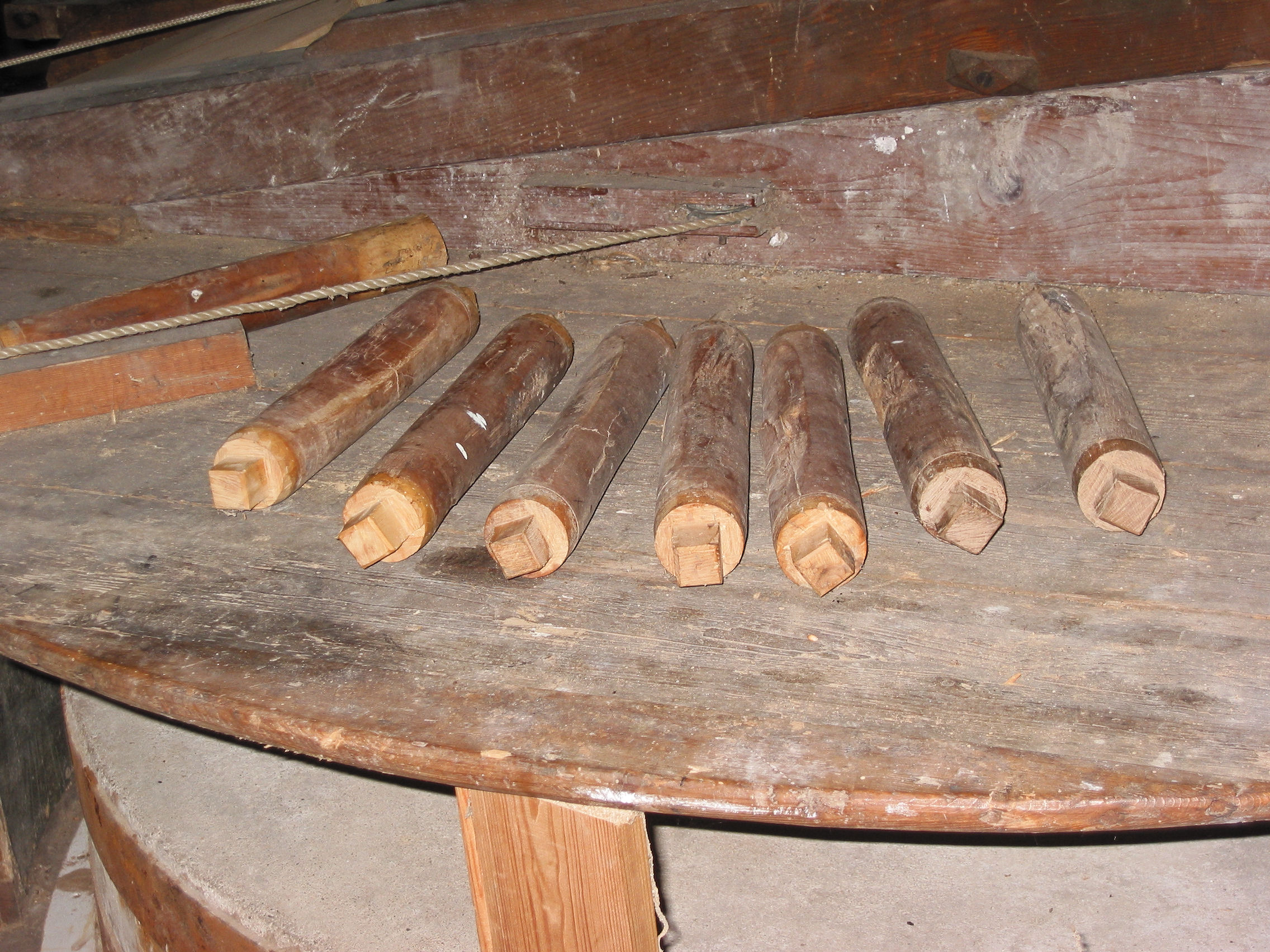
Bolletrie staven van een steenrondsel
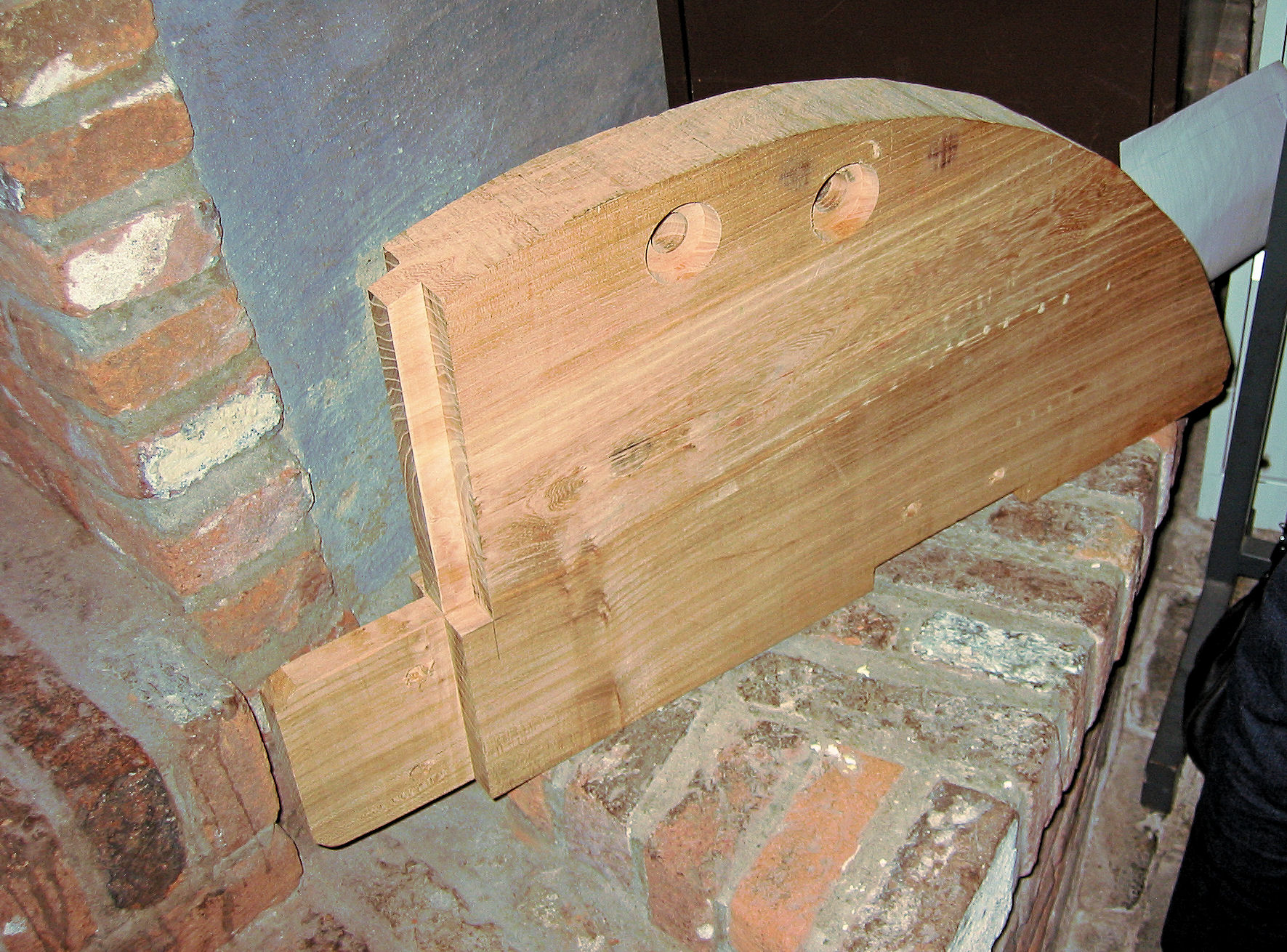
Maanstuk van een steenrondsel met vier maanstukken
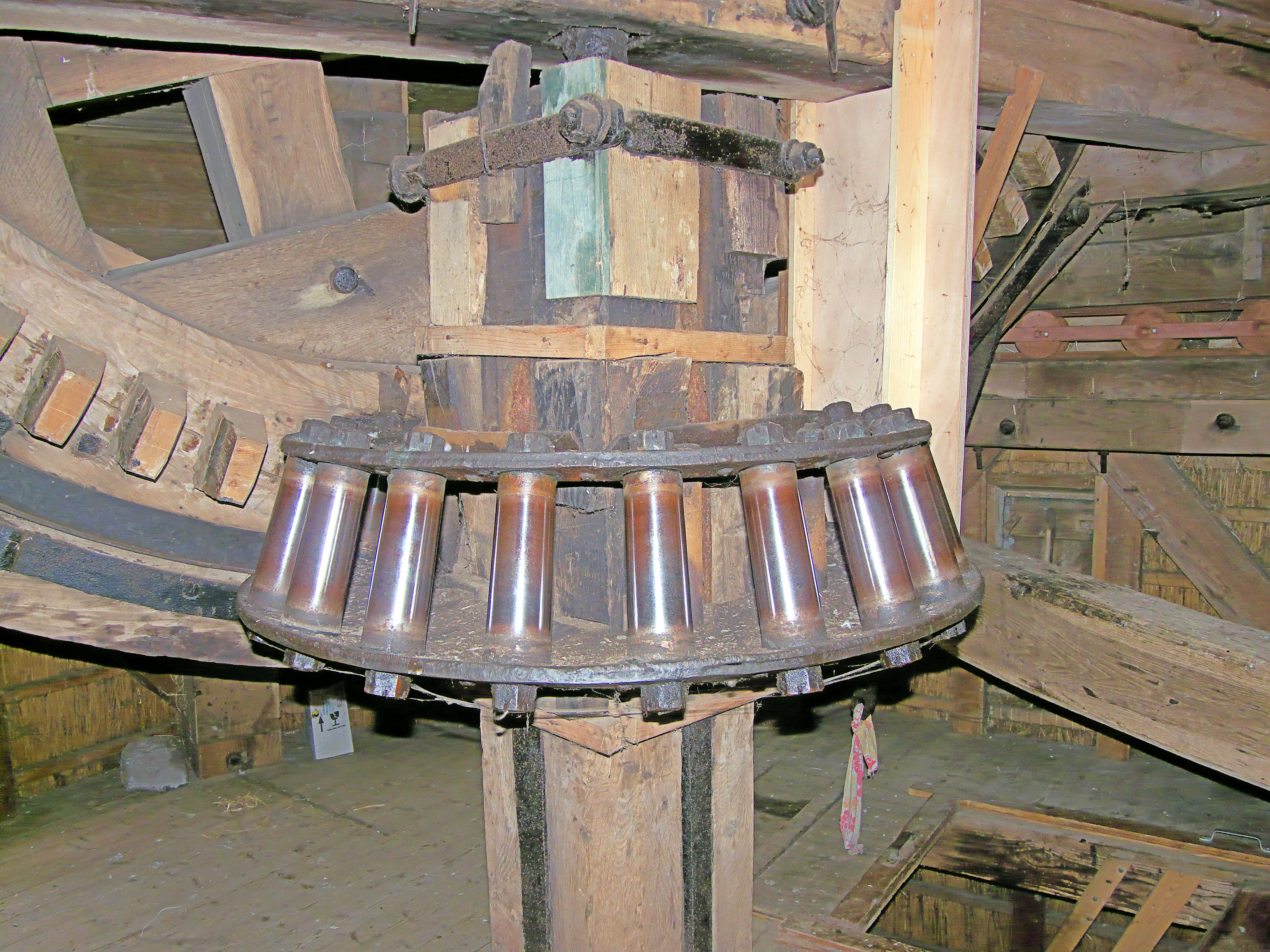
Conische bovenschijfloop met stalen staven die om hun eigen as kunnen draaien